# 野老山吾吉郎
野老山 吾吉郎（ところやま あきちろう、弘化3年10月10日（1846年11月28日） - 元治元年6月27日（1864年7月30日））は、江戸時代末期（幕末期）の土佐藩士。名を輝朗、のち所山五六郎を名乗った。

## 生涯
吾吉郎は弘化3年10月10日（1846年11月28日）、高知城下・山野辺寿満平の次男として生まれる。当初は山野辺姓であったが、藩より新規召し出しを受けた際に、和食村野老山氏の分家であった事から旧姓「野老山」を称する。武芸に秀で、早くから勤王論を考えていた一人であった。洒落者でもあり、長く設えた赤鞘の大小を愛用していた。なお、坂本龍馬とも同郷（吾吉郎が10歳年下）で旧知の間柄であった。
野老山氏は、もと伊賀国の農耕神祇（のうこうじんぎ）に発祥する神々を祀る上野天満宮の神官であった野口氏。蘇我氏の傍流（後の長宗我部氏）が土佐に入国する際に畿内を離れ、長宗我部氏に仕えたとされる。四国平定の際に功績として野老山一帯（高知県高岡郡）の所領を賜った事から野口姓から野老山氏に改姓。慶長5年（1600年）、関ヶ原の戦いで長宗我部盛親が西軍に与し、改易となった際に郷士となった。
文久元年（1861年）、武市半平太が土佐勤王党の結成に際し土佐各地で同志を募ると、これに共感し土佐勤王党に加わった。文久3年（1863年）、京都藩邸警備御用を任ぜられ京都河原町土佐藩邸詰となり、以降、勤皇派の志士と交わることとなる。
元治元年（1864年）6月、池田屋事件で死亡。享年19。坂本龍馬は吾吉郎の家人に後日再会し、その死を悼んだという。1898年（明治31年）、贈従五位。墓所は京都市東山区霊山、高知市薊野（あぞうの）真宗寺山。

## 池田屋事件
池田屋事件の関与については、池田屋に直接居合わせたとする伝承も残っていたが、維新土佐勤王史の通り偶然巻き込まれたとする説が有力であった。しかし、2009年に高知県が購入した土佐京都藩邸資料（高知県立坂本龍馬記念館蔵）の中に元治元年（1864年）6月27日に記録された吾吉郎の調書が含まれていたことから、事件当日の詳細な状況や吾吉郎が池田屋の宴席に出席していた事実が明らかとなった。

### 維新土佐勤王史(旧来説)
元治元年（1864年）6月5日夜、志士を援助していた儒学者・板倉槐堂を訪問するために同僚の藤崎八郎と共に三条小橋を通過する際、池田屋事件捕遂の任にあたっていた新撰組（会津藩兵とも）20余人に呼び止められ襲撃を受けた。切り合いの末、負傷した吾吉郎は河原町御池の長州藩邸に逃げるも、傷が深く27日に割腹して果てた。

### 土佐京都藩邸資料吾吉調書(新史料)
事件当日の6月5日、石川潤次郎、藤崎八郎を伴って七ツ時（午後4時）ごろ藩邸の門を出た吾吉郎一行は四条小橋の居酒屋で飲食した後、四条橋の酒屋で夕刻まで飲酒。一度、潤次郎と離れた後、四条寺町の本屋にて日本外史(頼山陽著)を求めるも取扱いがなく、川原四条の貸本屋にて水を一杯飲んだ後、八郎と伴に池田屋を訪れ、望月亀弥太らと宴席に出席していたところ新撰組の奇襲に遭難した。酩酊状態ながらも抗戦し、脇差一本を残し大刀や袴は捕り手に打ち落とされるも三条河原に身を隠す事に成功する（創を負ったという記載はなし）。夜が明けぬ内に宮川町の揚茶屋に匿われたが、翌6日の昼に捜索の追手が来た事から熊野権現境内にある森升という居酒屋に移り、店の者を遣わせて石川潤次郎宛に手紙を届けた。潤次郎は池田屋にて闘死しており、代わりに潤次郎の足軽の六兵衛という者が森升を訪れたところ、吾吉郎は隠れ回るのも限界であることから自害の意思を伝えた。六兵衛に藩邸に戻るよう説得されたが「事件に関わったため、藩に居場所は無い」として藩邸に戻ることには応じず、自ら板倉槐堂を頼ることとなった。同日夕、槐堂からも自害することに反対を受け、まず長州藩邸に匿って貰った上で、後日に槐堂が迎えに行く提案をされた。その後、長州藩邸の所郁太郎を頼ったところで調書は終了している。

### 旧説との相違点について
おそらく後日出版された維新土佐勤王史で「吾吉郎は槐堂を訪れた途上で偶然巻き込まれた」となっているのは、事件後に槐堂と会った後、吾吉郎が長州藩邸に匿って貰うための方便がそのまま伝承された可能性がある。事件当時、池田屋に集結した維新志士を匿うことは長州藩邸にとっては危険であった。これは土佐藩にとっても同様で、この調書が事件後に公にされなかったのもその為であろう。また、傷が深く自害したとされていたが、吾吉調書には創を負った記載はない。逃走しながら居を転々としている事実から、その時点で死に至る重症を負っていた可能性は低い。当人の自害の意思は相当に固かった事が窺えるが、槐堂の迎えを待たず割腹した経緯は不明瞭である。